# Верещагин, Лукьян Алексеевич
Лукьян Алексеевич Верещагин (1672—1713) — судостроитель, русский корабельный мастер, сподвижник Петра I, бомбардир Преображенского полка, строитель первого «государева» 58-пушечного корабля «Гото Предестинация», смотритель всех государственных корабельных лесов.

## Биография
Лукьян Алексеевич Верещагин родился в селе Преображенское в 1672 году в семье придворного конюха.

### Служба в Преображенском полку
В четырёхлетнем возрасте был зачислен в «Петров полк». В 1688—1692 годах вместе с Петром I принимал участие в строительстве «потешной флотилии» на Плещеевом озере. В 1692 году стал бомбардиром Преображенского полка, сформированного царём в 1691 году. В феврале 1694 года «дворовый человек» при государе и шхип-тимерман (корабельный плотник) Преображенского полка Верещагин был послан в Воронеж, где сначала готовил царские покои к прибытию Петра, а затем участвовал в строительстве судов для Азовской флотилии в Воронежском адмиралтействе. Вместе с царём «на пару» работал простым корабельным плотником. В 1695 и 1696 годах участвовал в Азовских походах матросом в команде галеры «Принципиум», которой командовал лично государь.
В 1697 году Лукьян Верещагин сопровождал Петра во время его поездки за границу, состоял в первом десятке волонтёров при Великом посольстве. Вместе с Федосеем Скляевым, Александром и Гаврилой Меншиковыми, Иваном Головиным, Иваном Кочетом, Филиппом Пальчиковым и другими преображенцами Верещагин неотлучно находился при Петре, работал корабельным плотником на верфи Ост-Индской компании, обучаясь кораблестроению у мастера Герита Класа Поля. Затем Верещагин сопровождал Петра в Англию. Из-за стрелецкого бунта Пётр досрочно прервал заграничную поездку и вернулся в Москву, а, перед этим, своих волонтёров Скляева и Верещагина отправил в Венецию, где они должны были продолжить изучение корабельной архитектуры, работая в местном арсенале. Для получения разрешения на эти работы русские дипломаты специально обращались в венецианский сенат.

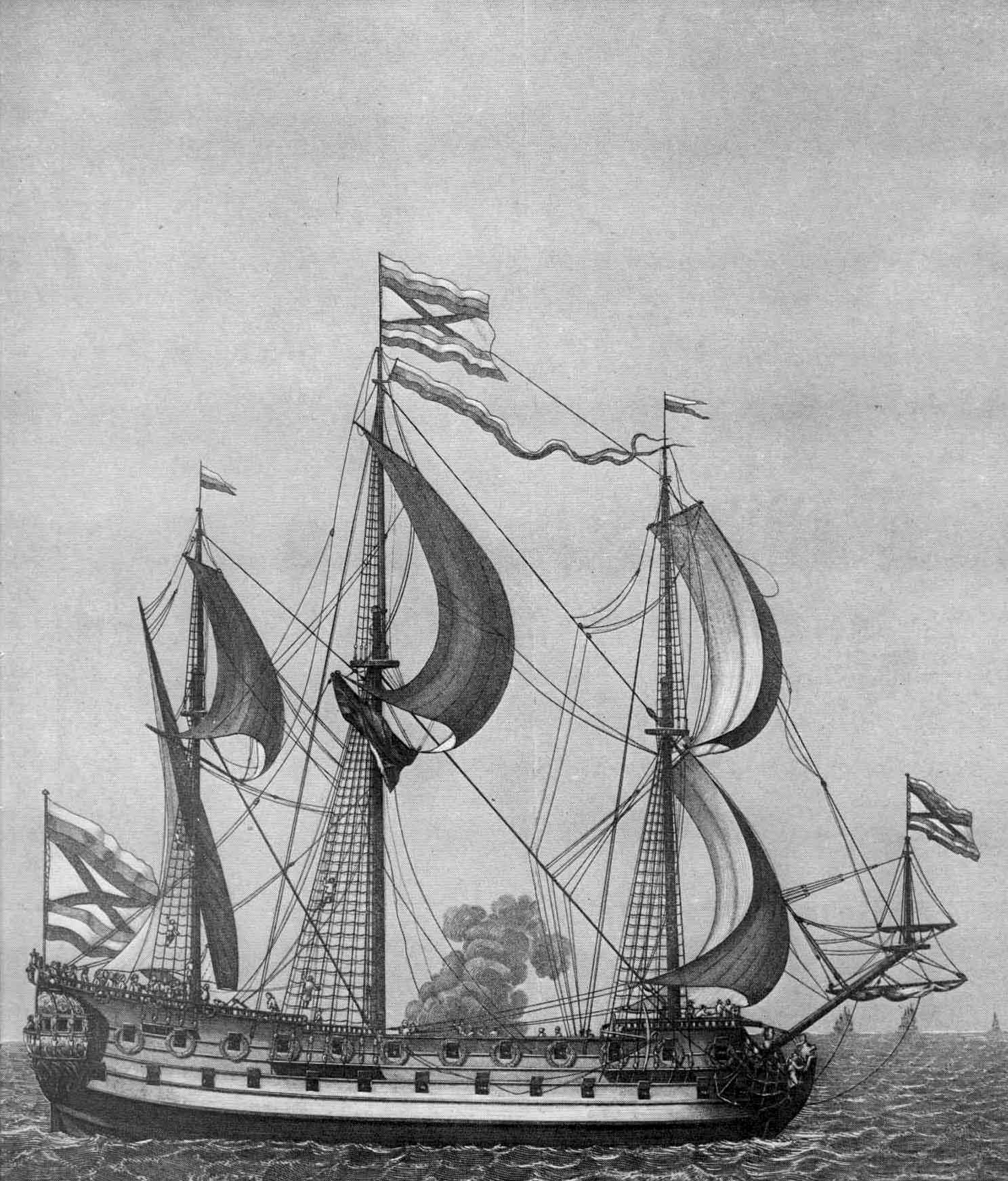
Фрагмент гравюры Адриана Шхонебека с изображением «Гото Предестинации». 1701 год

19 ноября 1698 года Петр I в Воронеже заложил первый «государев» 58-пушечный корабль «Гото Предестинация» («Божье Предвидение»). Для строительства корабля Пётр решил использовать только русских мастеровых, для этого он отозвал Ф. Скляева и Л. Верещагина из-за границы. По пути из Венеции в Воронеж, находясь в Москве, Ф. Скляев и Л. Верещагин пьяными ввязались в драку с солдатами Преображенского полка, в которой убили двух человек. За это они были задержаны и высечены по приказу князя Ф. Ю. Ромодановского. Однако, это не имело никаких серьёзных последствий для провинившихся. Кроме того, Пётр I лично ходатайствовал об их скорейшем освобождении.
В декабре 1698 года Скляев и Верещагин прибыли в Воронеж. Скляев был назначен первым помощником Петра, а Верещагин — вторым. После отъезда государя в Москву, Скляев и Верещагин продолжили строительство корабля. Скляеву был поручен контроль за работой отечественных корабельных мастеров и плотников, Верещагин же отвечал за отделку судна — «добротную оснастку и надлежащий его величеству виртуоз». 27 апреля 1700 года в присутствии царя корабль «Гото Предестинация» был спущен на воду.
В 1700—1701 годах на воронежских верфях Верещагин участвовал в строительстве нескольких судов и заготовке «членов» для их набора. По заданию Петра он неоднократно выполнял обязанности экипажмейстера — заведовал экипажными магазинами, где хранились разные припасы и материалы для судов, а также вёл наблюдение за постройкой кораблей иностранными корабельными мастерами.
В январе 1702 года Л. А. Верещагин был направлен на Соломбальскую верфь в Архангельск, где совместно с другими бомбардирами Преображенского полка участвовал в строительстве двух 12-ти пушечных малых фрегатов «Святой дух» и «Курьер», которые 24 мая 1702 года были спущены на воду в присутствии Петра I..
В начале XVIII века на приладожских верфях (Олонецкой и Сясьской) по указу Петра было развернуто строительство судов для будущего Балтийского флота. Для постройки судов был необходим хороший строительный материал. Лукьян Верещагин, который на память знал размеры всех «членов» для каждого судна, был назначен начальником всех государственных корабельных лесов и ему было присвоено звание форштмейстера (смотритель лесов). Он обследовал леса вблизи Ладоги, в бассейнах рек Волхов, Луги и других, выявил целый ряд ценных дубовых рощ, а также мачтовых сосновых лесов. В Шлиссельбурге Верещагин организовал специальные склады, где дубовые материалы просушивали под специальными навесами. С 1710 года на Верещагина было возложено снабжение лесоматериалами Санкт-Петербургского Адмиралтейства, где начали строить многопушечные корабли для Балтийского флота.
Верещагин имел с юных лет пристрастие к спиртному, в результате чего развились сердечные недуги и каменная болезнь, что послужило причиной его скоропостижной смерти в 1713 году.